# Jüdischer Friedhof (Lampertheim)
Der Jüdische Friedhof Lampertheim ist ein Friedhof in der Landstadt Lampertheim im Landkreis Bergstraße in Hessen.

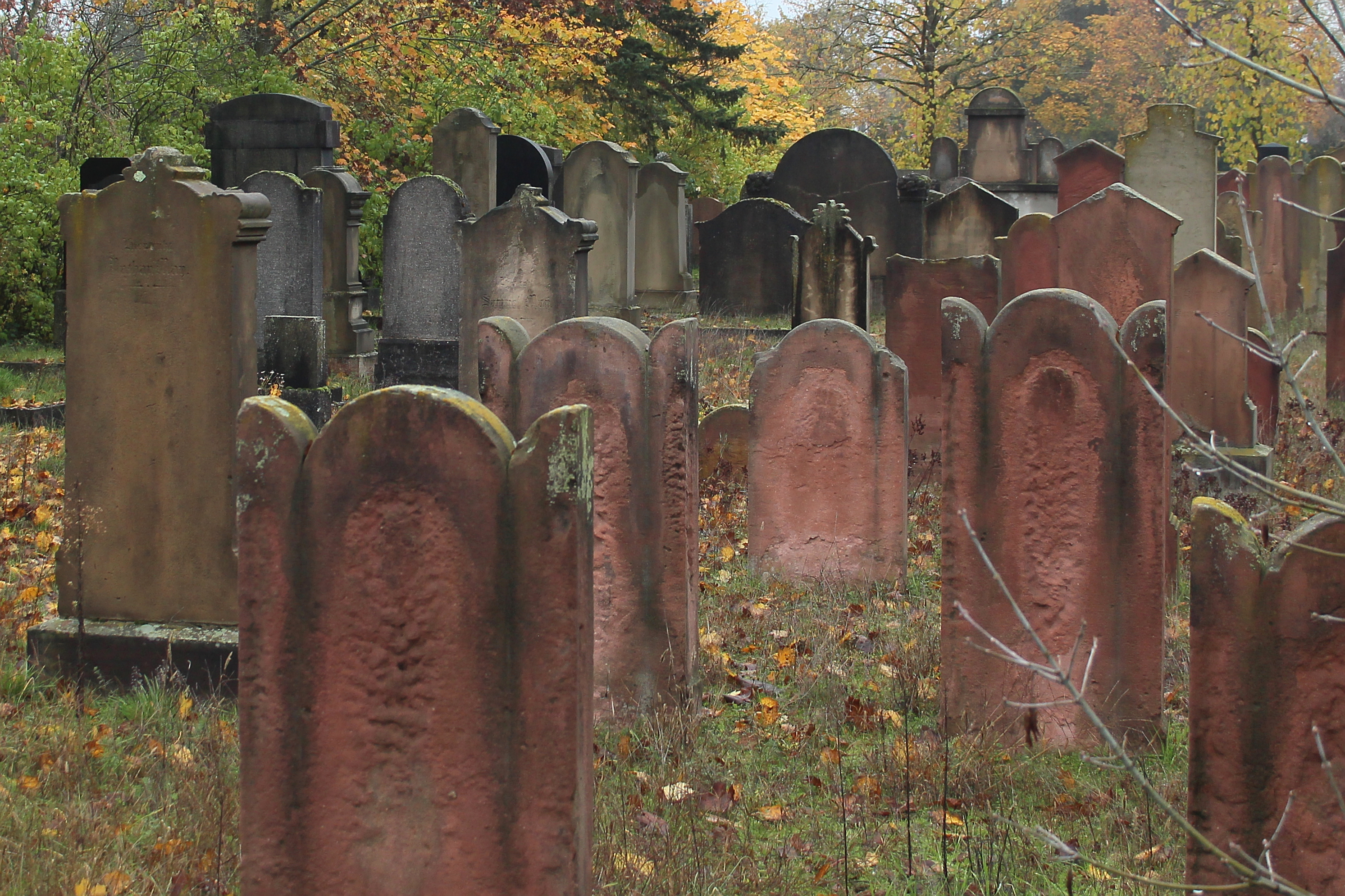
Der jüdische Friedhof in Lampertheim

## Beschreibung
Der 2069 m² große jüdische Friedhof liegt direkt am nordöstlichen Teil des alten allgemeinen Friedhofes der Stadt an der Martin-Kärcher-Straße. Über die Anzahl der erhaltenen Grabsteine liegen keine Angaben vor.

## Geschichte
Im Jahr 1867 erwarb die jüdische Gemeinde Lampertheim unmittelbar beim städtischen Friedhof ein Gelände, auf dem 1868/69 ein jüdischer Friedhof angelegt wurde. Bis dahin wurden die Toten im badischen Hemsbach beigesetzt. Die erste Beisetzung auf dem neuen Friedhof erfolgte im Oktober 1869. Bereits im Jahr 1896 wurde der Friedhof erstmals geschändet; dabei wurden elf Grabsteine umgeworfen und teilweise demoliert. 
Nach Angaben von Michael Ohmsen finden sich auffallend viele Kindergräber.
Auf dem Friedhof steht ein Denkmal für die in der NS-Zeit ermordeten Juden. Dort befindet sich auch die ehemals in der Synagoge befindliche Gedenktafel für die im Ersten Weltkrieg Gefallenen der jüdischen Gemeinde Lampertheim.